# Heilig-Kreuz-Basilika (Kežmarok)

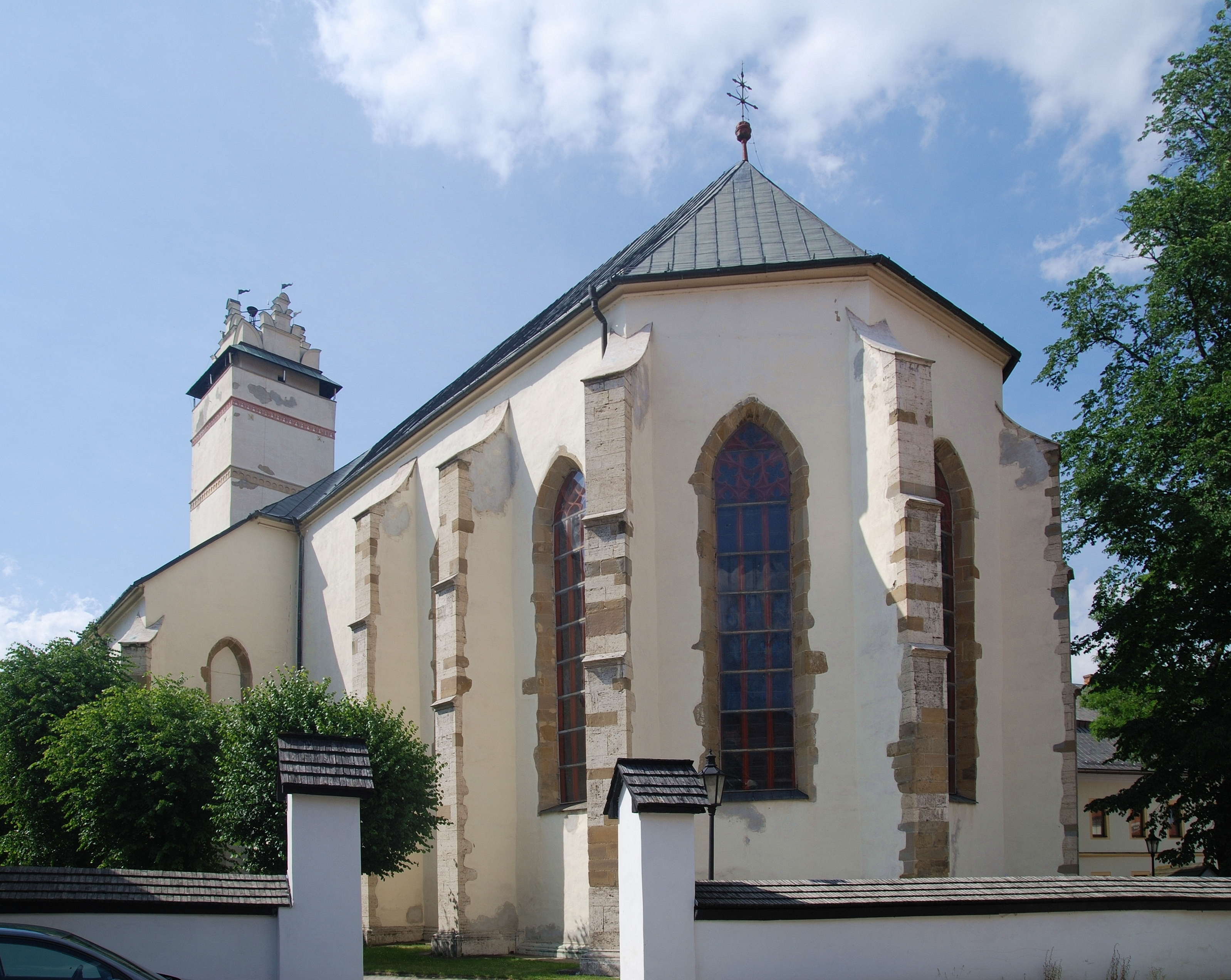
Außenansicht der Basilika

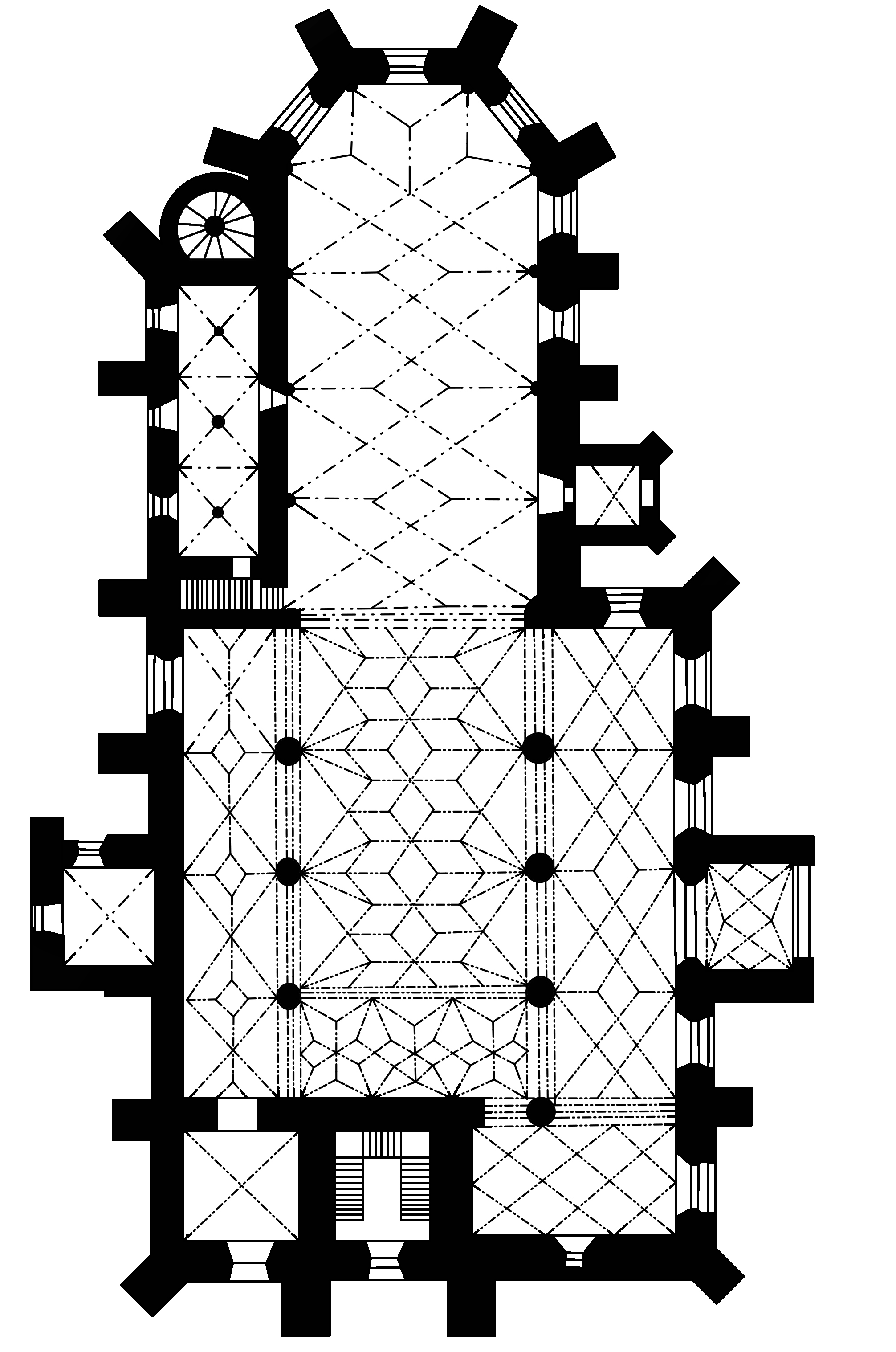
Grundriss der Kirche

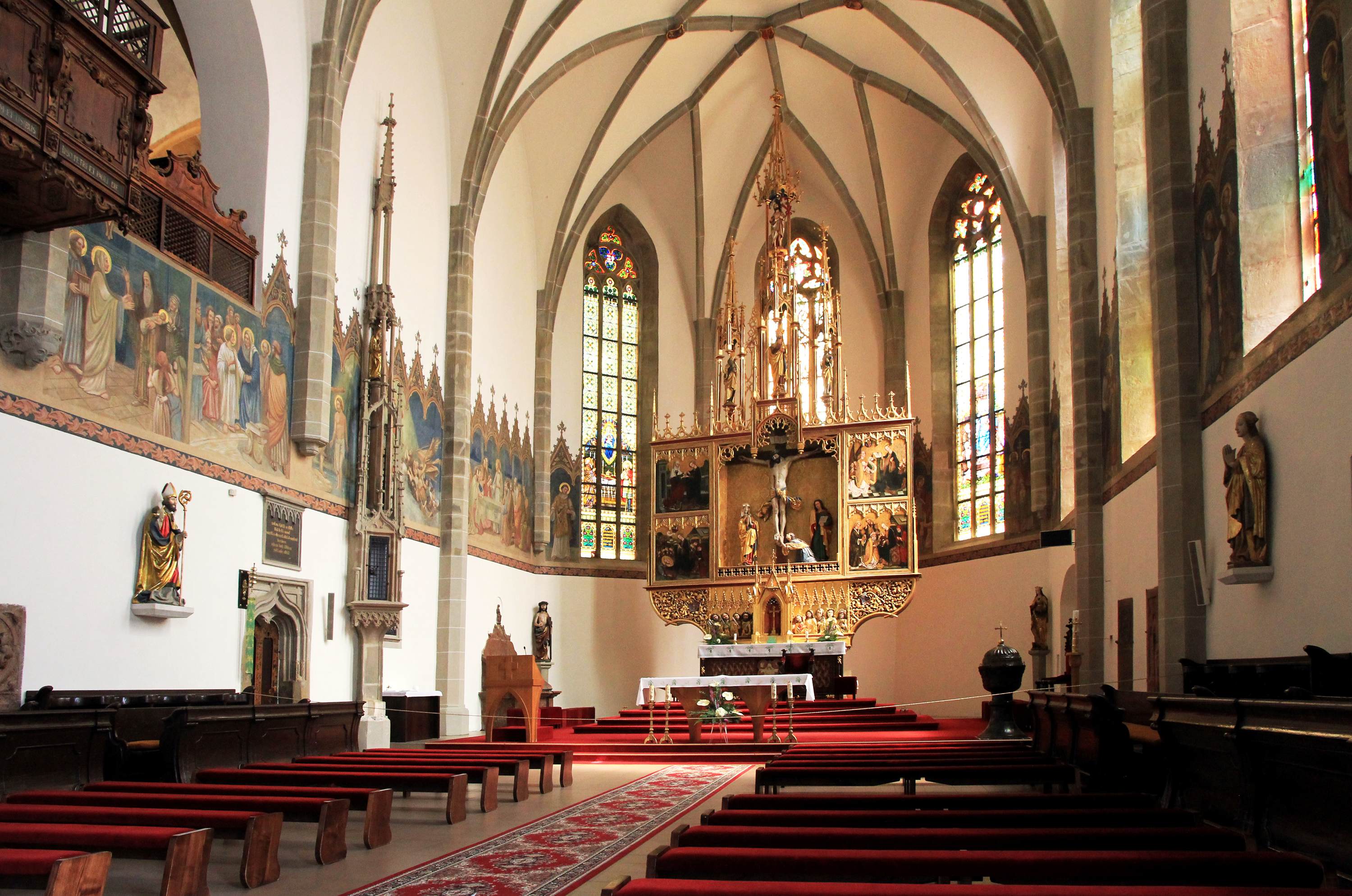
Innenraum der Kirche

Die Basilika des Heiligen Kreuzes (slowakisch Bazilika Povýšenia sv. Kríža) ist eine römisch-katholische Kirche im ostslowakischen Kežmarok (Käsmark). Die denkmalgeschützte spätgotische Heilig-Kreuz-Kirche aus dem 15. Jahrhundert gehört zum Bistum Zips und trägt den Titel einer Basilica minor.

## Geschichte
Die Kirche steht an der Stelle einer vermutlich romanischen Kapelle. Die Entwicklung der Stadt und das Bevölkerungswachstum lösten den Bedarf nach einer neuen Kirche aus, die in der ersten Hälfte des 14. Jahrhunderts errichtet wurde. Diese Kirche war 1443 durch die Hussitenkriege, Erdbeben und Feuer stark beschädigt und wurde ab 1444 durch einen Neubau ersetzt. Dabei wurde unter anderem der Unterbau des Kirchturms am Westende weiterverwendet. Die neue Kirche wurde 1498 fertiggestellt.
In der Reformationszeit trat die überwiegend deutsche Bevölkerung zum Protestantismus über und die Kirche wurde von 1531 bis 1673 sowie erneut von 1678 bis 1687 und von 1705 bis 1709 von der evangelischen Kirchengemeinde genutzt, die gotische Ausstattung mit 14 Altären blieb mit Änderungen erhalten, die Fresken wurden übermalt. Die Altäre wurden bis auf fünf erst im 18. Jahrhundert entfernt.  
1981 wurde die Kirche unter Denkmalschutz gestellt. Papst Johannes Paul II. erhob die Kirche 1998 zur Basilica minor.

## Architektur
Die dreischiffige Hallenkirche hat eine Länge von 51 Metern bei einer Breite von 22 Metern, hat Hauptschiff hat eine Höhe von fast 16 Metern. Der Chor hat mit 11,5 Metern die Breite des Mittelschiffs bei einer Länge von 23,5 Metern. Die Decke des Mittelschiffs ist als Sterngewölbe gestaltet, im südlichen Schiff ist mit einem Rippengewölbe überspannt, im nördlichen Schiff durch ein einfaches Gewölbe. Nach dem Bau des neuen, südlich freistehenden Glockenturms im Stil der Renaissance (1589–1591) wurde der Kirchturm mit einer neuen Haube angepasst.

## Ausstattung
Zu den kostbarsten Kunstgegenständen der Kirchenausstattung gehört der gekreuzigte Jesus am Hauptaltar. Er wird um die Wende vom 15. und 16. Jahrhundert der Werkstatt von Meister Veit Stoß zugeschrieben. Einige der Schnitzereien an den vier weiteren Altären werden Schülern aus der Werkstatt des Meisters Paul von Leutschau zugeordnet. Im späten 19. Jahrhundert wurden einige aus dem Barock und der Renaissance stammende Teile der Kirchenausstattung durch neugotische ersetzt, Teile der Figuren wurden neu polychromiert.

## Orgeln

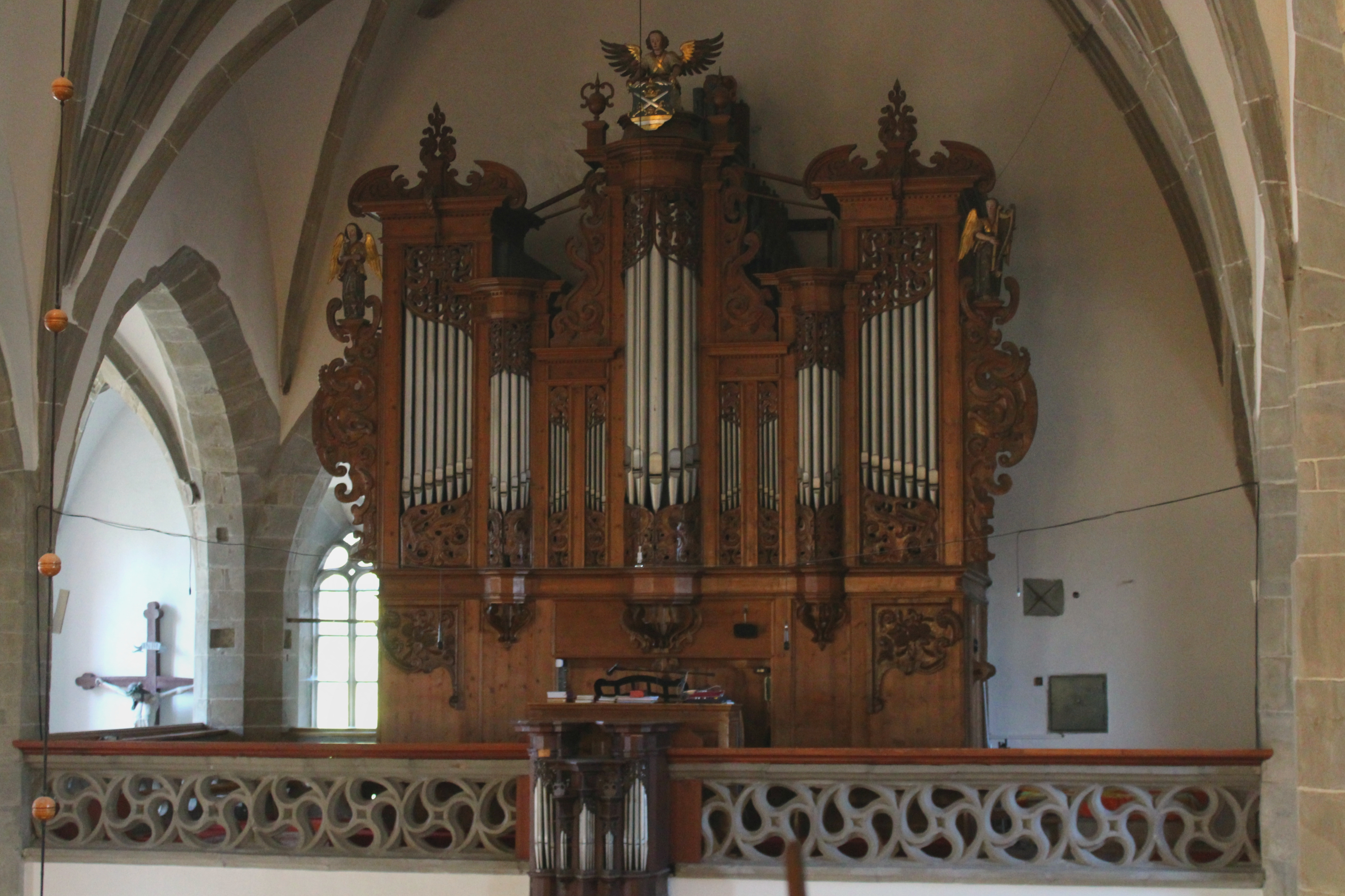
Prospekt der Hauptorgel

In der Kirche gibt es zwei Orgeln: die Hauptorgel steht auf einer Empore über dem Eingangsbereich, dazu eine kleine seitliche Orgel. 
Ein Organist wurde bereits 1490 erwähnt. 1572–1573 baute der Neusohler Orgelbauer Matthias Poll eine neue Orgel. In der Zeit der politischen und religiösen Auseinandersetzungen verpfändete 1593 die verarmte Stadt Käsmark das Instrument für 1000 Gulden. Der Prospekt stammt aus dem Jahr 1641, als ein bisher unbekannter Meister für 1088 Gulden eine Orgel gefertigt hatte, die laut Visitationsprotokolle von 1770, 1803 und 1832 insgesamt 18 Register samt Pedal hatte. Das Positiv hatte fünf Register. Die Nutzungsdauer dieser Orgel ist nicht bekannt, wurde aber 1921–1923 durch ein neues Instrument von Anton Schönhofer aus Bratislava abgelöst. Wegen Nichteinhaltung des Termins musste Schönhofer einen Nachlass von 10.000 Kčs gewähren und erweitert die geplante Disposition mit 37 Registern um weitere 10 Stimmen. Das Werk erwies sich als nicht gelungen, sodass bereits 1926 ein neues pneumatisches Instrument der Fabrik Gebrüder Rieger aus Krnov (deutsch Jägerndorf) mit 33 Registern, verteilt auf drei Manuale und Pedal, als opus 2213 in den frühbarocken Prospekt installiert wurde.
Die seitliche einmanualige Orgel mit neun Registern und ohne Pedal wurde vom Orgelbauer Bartholomäus Fromm aus Zipser Neudorf gebaut und war ein Geschenk des Käsmarker Bürger Georg Günther. An diese Tatsache erinnern eine lateinische Inschrift an der Emporenbrüstung sowie das Chronogramm MoDos ChoraLes Intonat (= 1651). Während des Ersten Weltkriegs wurden die Prospektpfeifen requiriert und nach Kriegsende durch Zinkpfeifen ersetzt. Nach dem Ende des Zweiten Weltkriegs war das Instrument nicht nutzbar, nach einer Generalüberholung von Otto Dlugoš in den 1990er Jahren kann es aber wieder gespielt werden.